# محمود دكسن
محمود عباس دكسن (1952- 25 فبراير 2025)، لاعب كرة قدم كويتي، كان من أبرز لاعبي نادي السالمية في الكويت. مثَّل منتخب الكويت لكرة القدم عدَّة مرات، أبرزها في كأس الخليج 1970 التي أُقيمت في البحرين عندما أحرز أولَ هدف كويتي في دورات الخليج، و أيضًا أحرز لقب الهداف؛ ليصبح أولَ هداف لدورات الخليج.

## وفاته
توفي محمود عباس دكسن يوم الثلاثاء 26 شعبان 1446هـ الموافق 25 فبراير (شُباط) 2025م، عن عمر ناهز ثلاثة وسبعين عامًا.